# Páramo de las Moyas

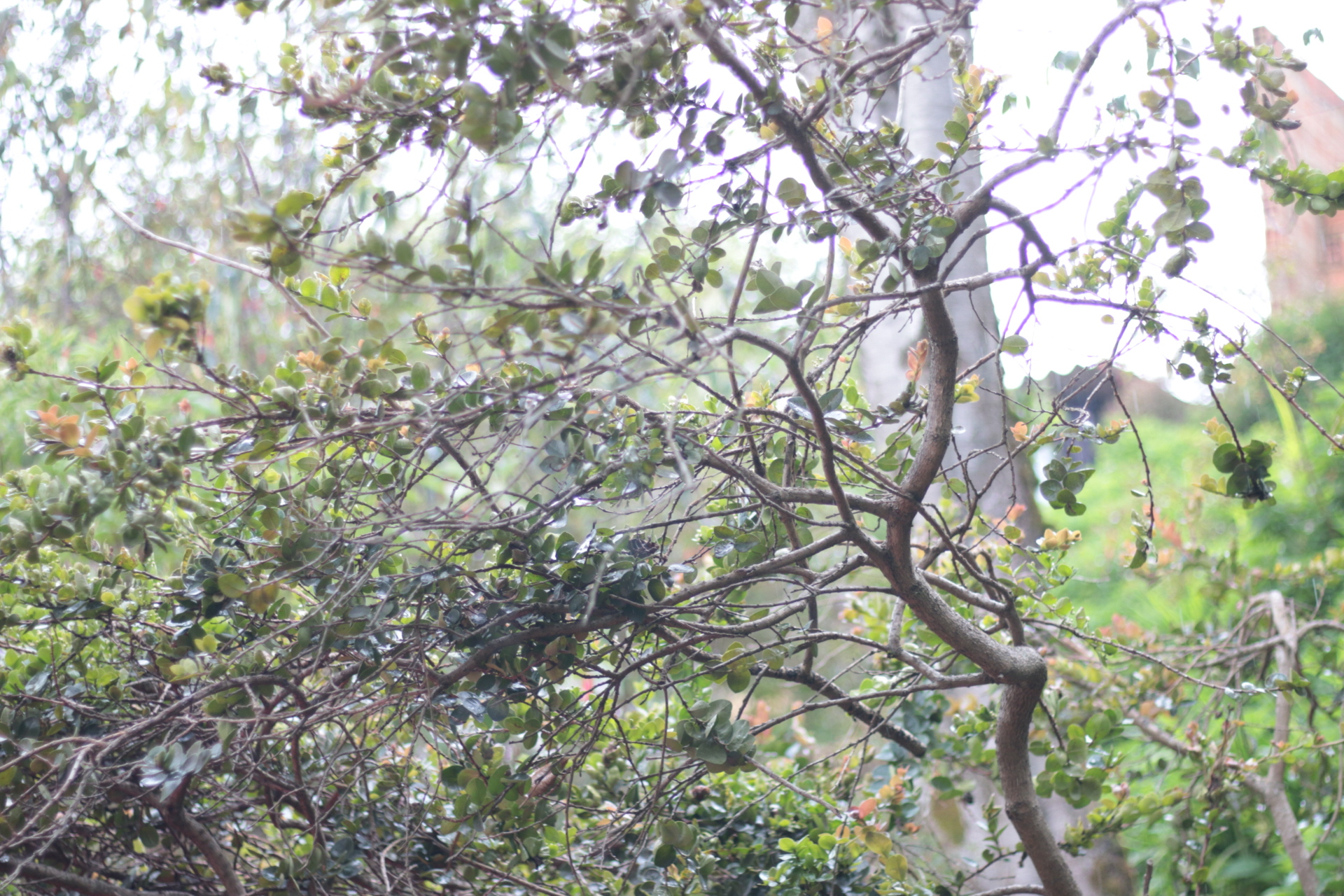
Páramo de las Moyas_Arbusto de Arrayán

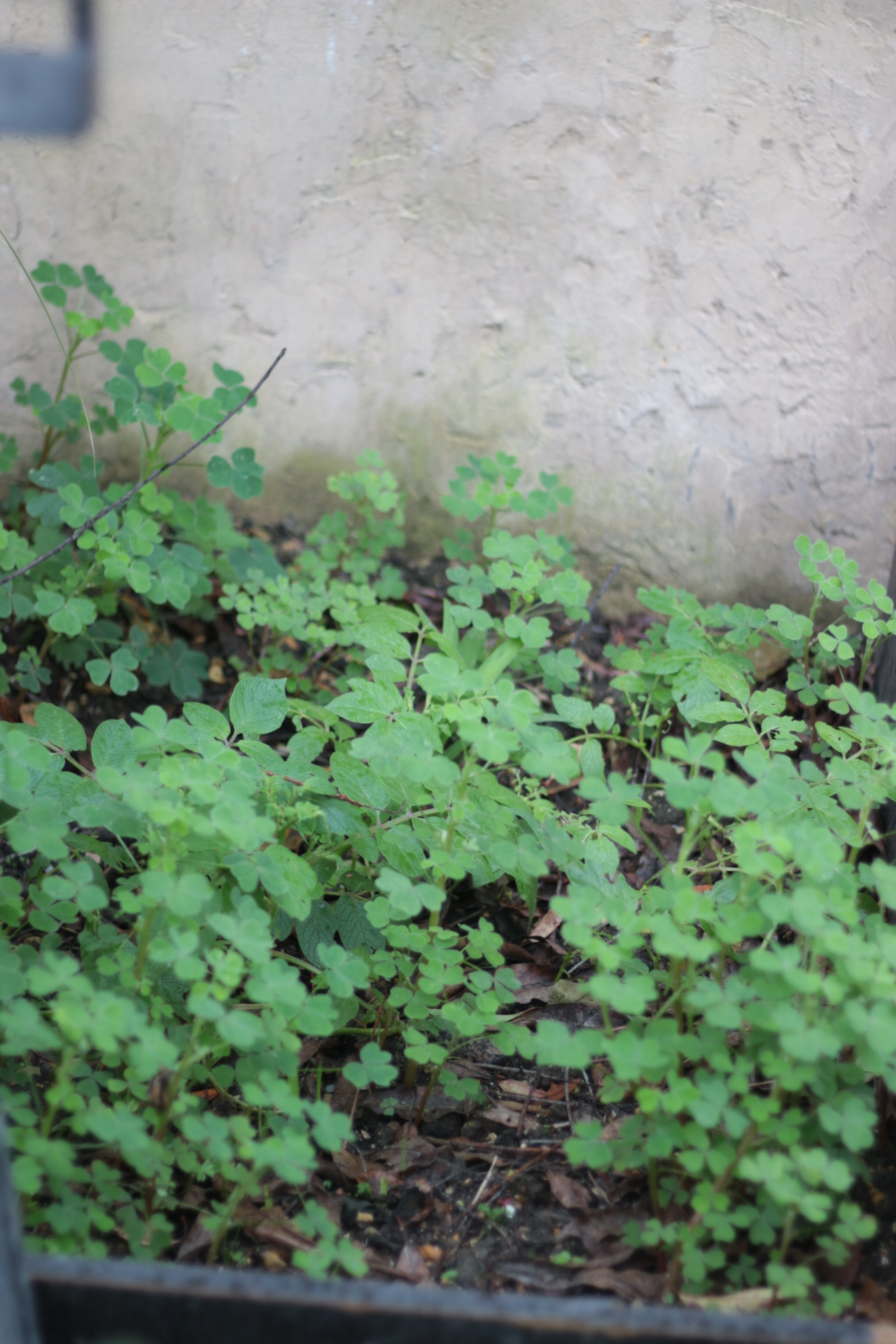
Inmediaciones del Páramo de Las Moyas_Papa nativa e hivias

El Páramo de Moyas se encuentra localizado en la cordillera oriental en los cerros orientales de la ciudad de Bogotá. Se ubica en la Reserva Umbral Cultural Horizontes. Se interseca con la localidad de Chapinero en las UPZ89 por el occidente. Por el oriente limita con el municipio de La Calera. Predomina la vegetación de bosque alto andino y páramo. Su altitud máxima en varios sectores ronda los 3250 m.s.n.m.

## Características generales
El Páramo de Moyas es el producto del contacto de la formación Guaduas con la formación Cacho y la formación del cerro de Guadalupe.Se constituye en un referente paisajístico de la ciudad de Bogotá y alberga una amplia diversidad de flora y fauna. Se encuentra localizado en la localidad de Chapinero en su zona más oriental y cuenta con una extensión de 13 hectáreas.El páramo de las Moyas es además el lugar de nacimiento de varias quebradas como la quebrada la Vieja, la quebrada subterránea Morací, y cuenta con las formaciones rocosas de Guadalupe. 

## Clima
En cuanto a sus condiciones climáticas, su temperatura fluctúa entre los 5 °C y los 12 °C, el ecosistema donde se encuentra corresponde a bosque altoandino.

## Historia
Desde una visión cultural del lugar, para los antiguos Muiscas el agua se reconoce como un recurso valioso y fundamental que permite el desarrollo y crecimiento de organismos, junto con sus relaciones biológicas. Los habitantes prehispánicos de la zona acostumbraban a agradecer a las deidades de la naturaleza mediante rituales de ofrendas denominados pagamentos, estas ofrendas eran presentadas en vasijas de barro también llamadas moyas, porque su forma y fabricación era fruto del fuego y la tierra.